# Soudan (Loire-Atlantique)
Soudan (bretonisch: Saoudan) ist eine französische Gemeinde mit 1.965 Einwohnern (Stand: 1. Januar 2022) im Département Loire-Atlantique in der Region Pays de la Loire; sie ist Teil des Arrondissements Châteaubriant-Ancenis und des Kantons Châteaubriant. Die Einwohner werden Soudanais(es) genannt.

## Geografie
Soudan liegt etwa 49 Kilometer südsüdöstlich von Rennes und etwa 60 Kilometer nordnordöstlich von Nantes am Fluss Chère. Umgeben wird Soudan von den Nachbargemeinden Noyal-sur-Brutz im Norden und Nordwesten, Villepot im Norden, Carbay im Osten, Juigné-des-Moutiers im Süden und Südosten, Erbray im Süden und Südwesten, Châteaubriant im Westen sowie Rougé im Nordwesten.

## Bevölkerungsentwicklung
| Jahr                       | 1962 | 1968 | 1975 | 1982 | 1990 | 1999 | 2006 | 2017 |
| Einwohner                  | 1839 | 1831 | 1884 | 2026 | 2072 | 2007 | 2015 | 1997 |
| Quellen: Cassini und INSEE |      |      |      |      |      |      |      |      |

## Sehenswürdigkeiten
- Pierre de la Chopinière, Monument historique
- Kirche Saint-Pierre
- Kapelle Dougilard aus dem 12. Jahrhundert
- Herrenhaus Le Moulin Roul

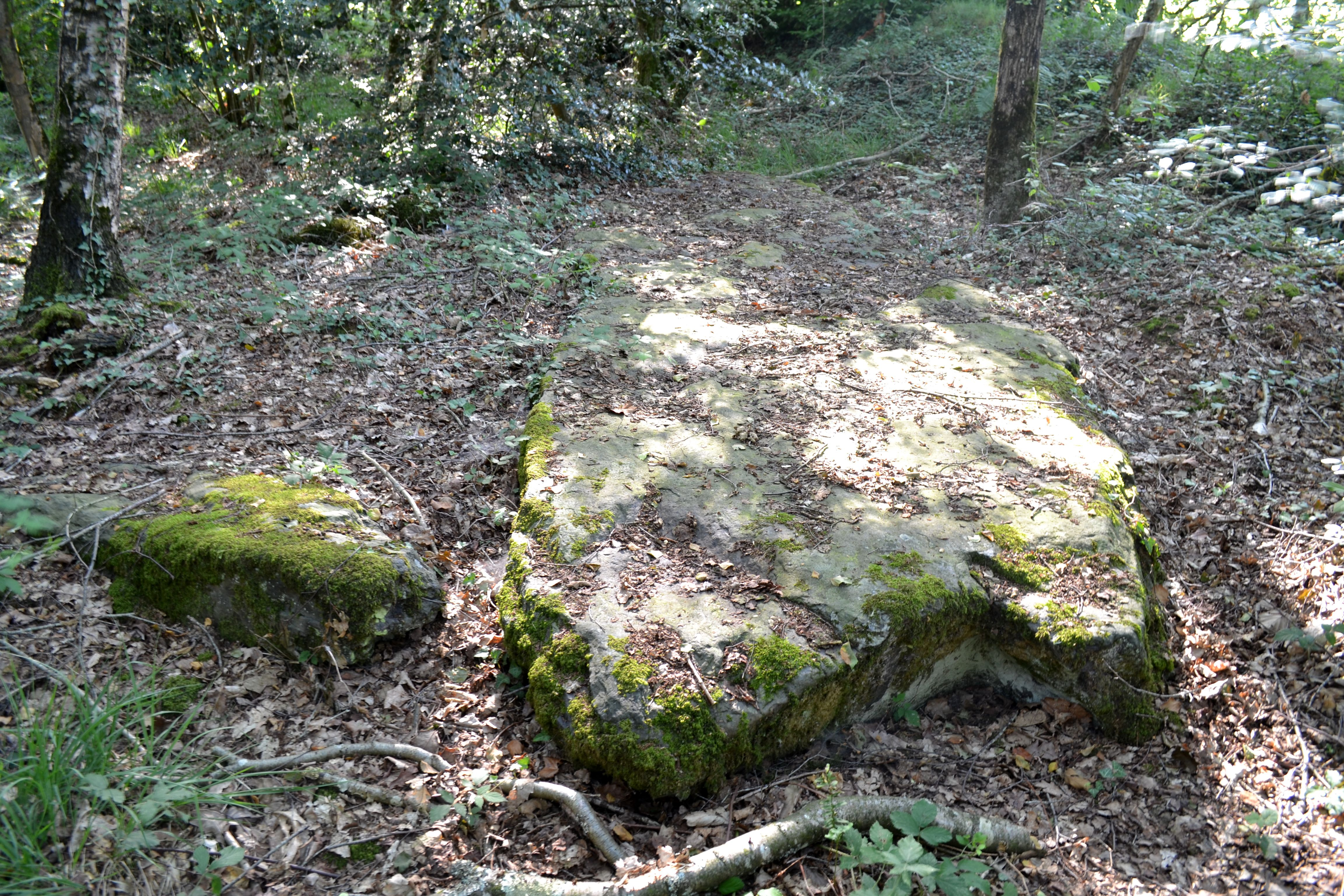
Der liegende Menhir Pierre de la Chopinière
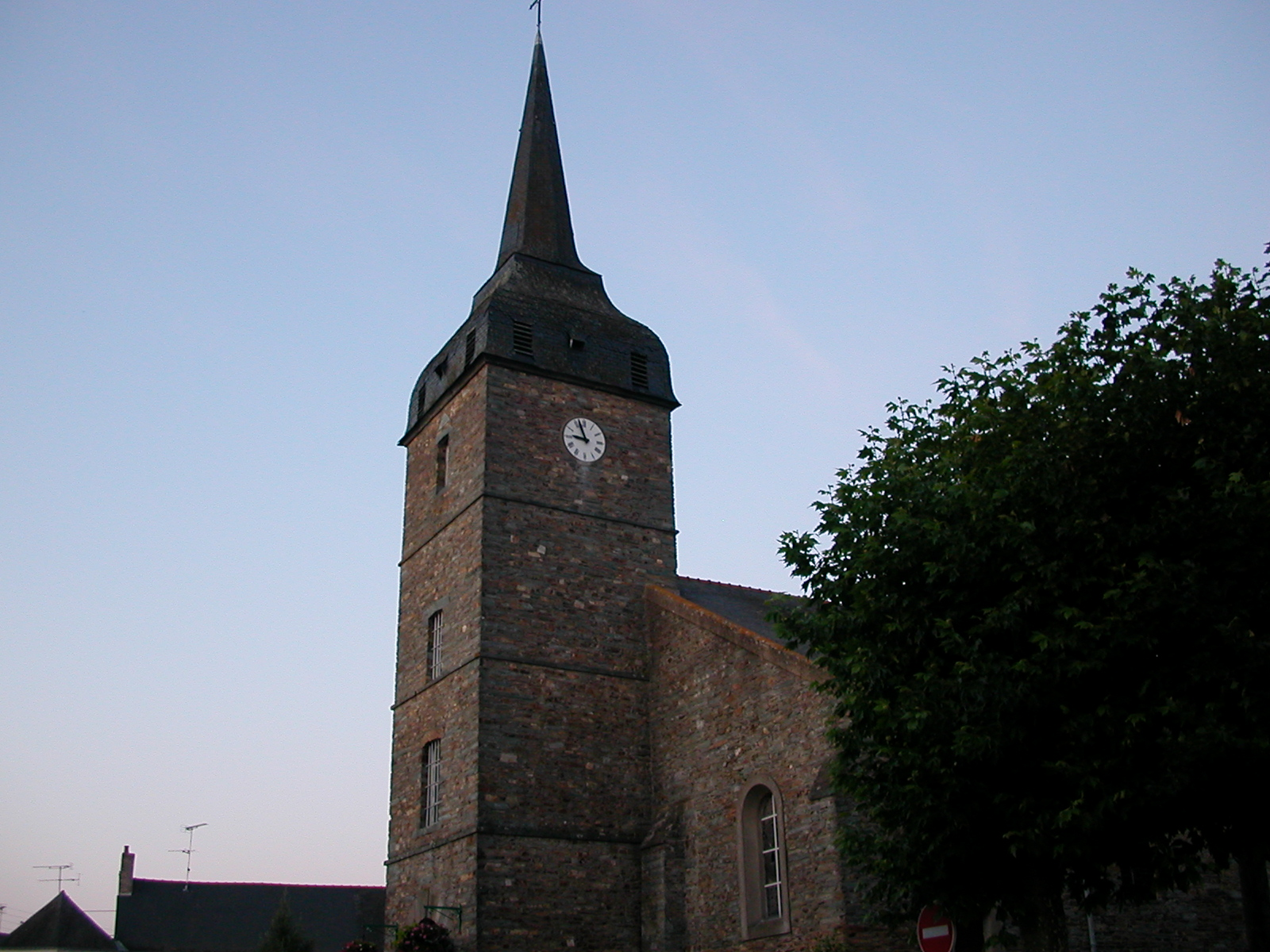
Kirche Saint-Pierre
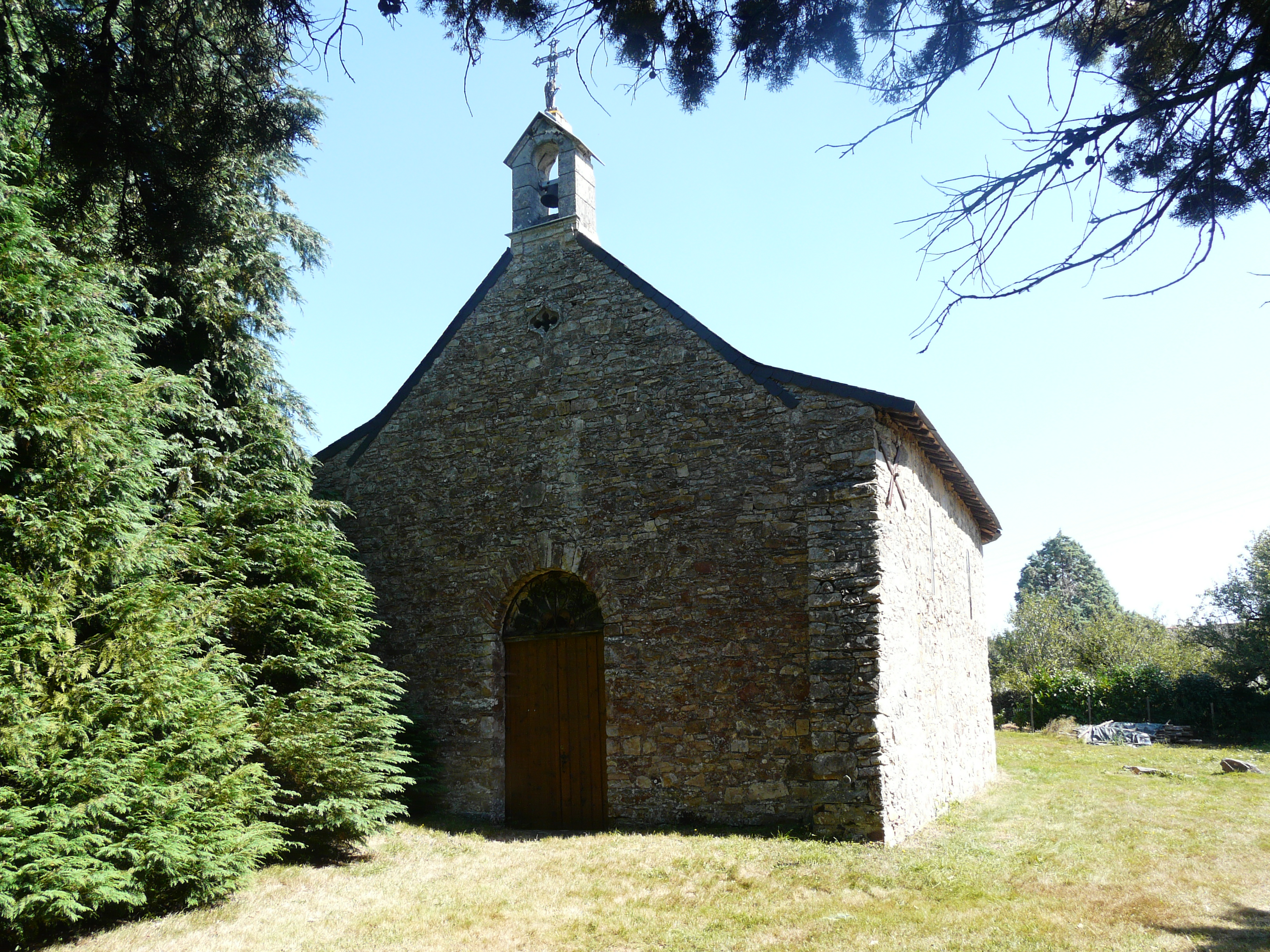
Kapelle Dougilard